# 마진수도
마진수도(馬津水道)는 전라남도 신안군 장산면 장산도와 마진도 사이에 있는 수도이다.

## 해양지명
- 제정 해양지명 : 마진수도[1]
- 대표위치(WGS-84) : 34°37´33.4˝N, 126°11´19.5˝E
- 범위 : 전남 신안군 장산면 장산도와 마진도 사이 길이 약 4 km, 폭 약 0.6-1.5km의 수도